# Municipio Villalba
Villalba es uno de los 11 municipios que componen el estado Nueva Esparta. Se encuentra ubicado al sur de la entidad, en la Isla de Coche. es el único municipio en Venezuela, que comprende la totalidad de una isla. Tiene una superficie de 55 km² y una población de 9986 habitantes (proyección del INE para el 2010). Tiene por capital el pueblo de San Pedro de Coche. Está dividido en dos parroquias, Vicente Fuentes y San Pedro de Coche.

## Historia
Desde 1526, a Joan López de Archuleta le fue concedido el permiso por la Corona española para ocupar la isla con el fin de controlar el comercio en la para entonces pujante Isla de Cubagua.

### Toponimia
El nombre del municipio es en honor al Comandante Felipe Neri Villalba quién junto con otro grupo de personas ayudaron a rescatar un importante armamento de una embarcación hundida cerca de las costas de San Pedro de Coche en la época de la Guerra de independencia de Venezuela. En dos oportunidades el actual municipio se ha separado del estado Nueva Esparta entre 1907-1909 y 1914-1928. En el año 1974 se transforma en Distrito Villalba hasta 1985 cuando se le cambió la denominación a Municipio Villalba.

## Geografía
El municipio abarca la totalidad de la isla de Coche. La isla tiene una longitud máxima de 11 km y un ancho aproximado de 6 km, con un relieve ondulado y bajo, marcado por la erosión constante del viento. Las elevaciones son mínimas, lo que le da a la isla un perfil suave y abierto hacia el mar.
La vegetación predominante es xerófila, adaptada a las condiciones áridas del entorno. No existen cursos de agua permanentes, lo que refuerza el carácter seco del paisaje. El clima es cálido y estable, con una temperatura promedio de 28 °C durante todo el año, lo que ha influido tanto en la forma de vida de sus habitantes como en las actividades económicas de la zona.

### Límites
En sus 4 puntos cardinales: norte, sur, este y oeste; limita con el Mar Caribe.

### Organización parroquial
| Parroquia         | Superficie | Población (2010) | Densidad |
| ----------------- | ---------- | ---------------- | -------- |
| San Pedro         | km²        | hab.             | hab./km² |
| Vicente Fuentes   | km²        | hab.             | hab./km² |
| Municipio Villaba | km²        | hab.             | hab./km² |

### Demografía
El Municipio Villalba tiene 8.242 habitantes según el censo de 2001, siendo el menos poblado de los municipios neoespartanos, registro un crecimiento de 14,2% con respecto a 1990 que contaba con 7.220 habitantes, el INE estima 8.756 habitantes para 2010 Aparte de San Pedro de Coche también existen otros pueblos y caseríos entre los cuales destacan Bichar, Güinima, el Amparo, Guamache, La Uva, Los Cocos y Zulica.

## Economía
Se basa en tres sectores principalmente, el turismo es uno de ellos aunque el desarrollo de este sector es mínimo en la zona ya que sólo cuenta con siete posadas y dos hoteles operando, la pesca se realiza en todos los poblados del Municipio Villalba pero de forma artesanal en su mayoría y existe cierto desarrollo en la explotación de la salina que se extiende en un área de unas 5 hectáreas produciendo 12.000 toneladas métricas.

## Transporte
Posee dos carreteras asfaltadas importantes, una al sur de la isla desde San Pedro de Coche hasta el pueblo El Guamache; y otra al norte del municipio que conecta San Pedro de Coche con el caserío de La Uva. Posee un Aeropuerto y un puerto en donde llegan Ferris y otras embarcaciones desde Punta de Piedras, El Yaque y La Isleta en la Isla de Margarita. Existe una ruta de transporte interna que recorre las poblaciones de San Pedro-El Bichar-El Amparo-Guamache-Gunima-Zulica y la Uva.

## Salud
El municipio cuenta con un Ambulatorio Rural tipo II (llamado "Dr. José Francisco Marval") ubicado en San Pedro de Coche; y un CDI centro de diagnóstico integral tipo II(llamado " Haide Suarez") y 5 CAI (Centro asistencial integral) En cada uno de los poblados de El Bichar, Güinima, El Guamache, la uva y san pedro específicamente en el sector el cardón).

## Patrimonio
Posee en total 6 iglesias: la Iglesia San Pedro en la capital del municipio, la Virgen del Rosario en el pueblo del Bichar y las iglesias de San Rafael Arcángel de Güinima, la de María Auxiliadora en El Amparo, la Inmaculada Concepción en La Uva y Corazón de Jesús en Guamache.

## Política y gobierno

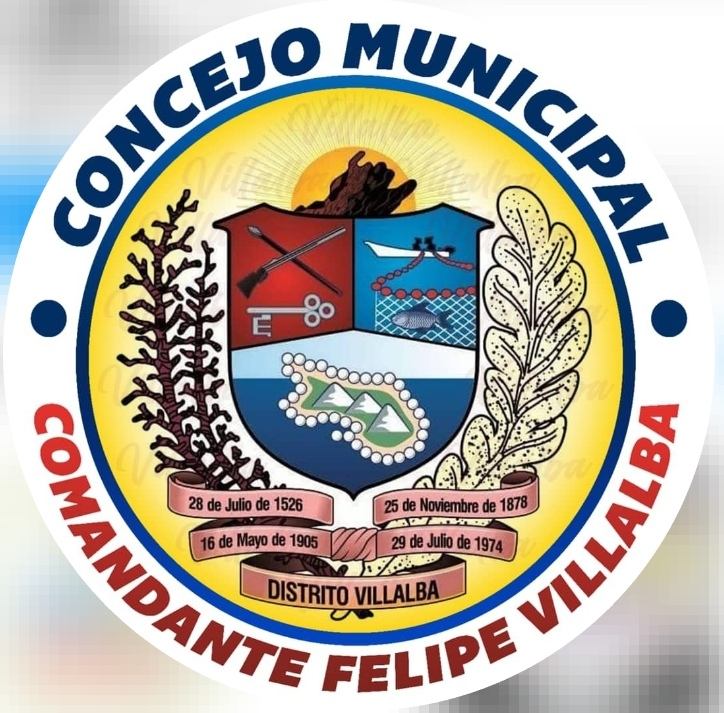
Logo del Concejo Municipal 2018-2021.

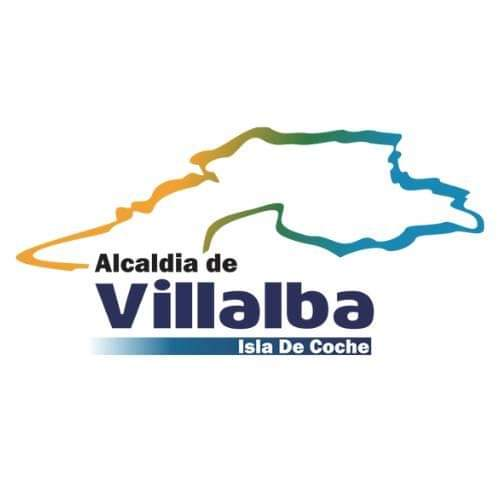
Logo de la Alcaldía (2021-2025).

### Alcaldes
| Período     | Alcalde               | Partido político / Alianza | % de votos | Notas |
| ----------- | --------------------- | -------------------------- | ---------- | --- |
| 1989 - 1992 | Felipe Méndez Quijada | AD                         | 53,19      | Primer alcalde bajo elecciones directas                                                                                |
| 1992 - 1995 | José María Fermin     | AD                         | 50,19      | Segundo alcalde bajo elecciones directas                                                                               |
| 1995 - 2000 | José María Fermin     | AD                         | -          | Reelecto (se realizaron elecciones generales adelantadas en el 2000 debido a la aprobación de la Constitución de 1999) |
| 2000 - 2004 | José María Fermín     | PRIMCO                     | 32,92      | Reelecto |
| 2004 - 2008 | José María Fermín     | PRINCO                     | 54,52      | Reelecto |
| 2008 - 2013 | José Francisco Fermín | PRIMCO                     | 44,20      | Tercer alcalde bajo elecciones directas (se postergan 1 año las elecciones municipales pautadas para finales del 2012) |
| 2013 - 2017 | Freddy Serrano        | PSUV                       | 56,73      | Cuarto alcalde bajo elecciones directas                                                                                |
| 2017 - 2021 | Freddy Serrano        | PSUV                       | 63,21      | Reelecto |
| 2021 - 2025 | José María Fermín     | AD                         | 46,38      | Quinto alcalde bajo elecciones directas                                                                                |

### Concejo municipal
Periodo 2021 - 2025
| Concejales     | Partido político / Alianza |
| -------------- | -------------------------- |
| Tibisay Tormet | AD                         |
| Lelys Daboín   | AD                         |
| Morel Cardozo  | AD                         |
| Carmen Fuentes | PSUV                       |
| Angela Reyes   | PSUV                       |